# Hylaeus kahri
Hylaeus kahri är en biart som beskrevs av Förster 1871. Hylaeus kahri ingår i släktet citronbin, och familjen korttungebin. Inga underarter finns listade i Catalogue of Life.